# Alessandro Caprara
Alessandro Caprara (ur. 27 września 1626 w Bolonii, zm. 9 czerwca 1711 w Rzymie) – włoski kardynał.

## Życiorys
Urodził się 27 września 1626 roku w Bolonii, jako syn Massima degl’Anzianiego i Cateriny Bentivoglio. Uzyskał doktoraty z filozofii i teologii, a następnie studiował na Uniwersytecie Bolońskim, gdzie uzyskał doktorat utroque iure. Następnie został referendarzem Trybunału Obojga Sygnatur, audytorem Roty Rzymskiej i regentem Penitencjarii Apostolskiej. 17 maja 1706 roku został kreowany kardynałem prezbiterem i otrzymał kościół tytularny Santi Nereo ed Achilleo. Zmarł 9 czerwca 1711 roku w Rzymie.